# Купина, Людмила Эмильевна
Людмила Эмильевна Купина (9 февраля 1944 года — 9 октября 2021 года) — советская артистка театра и кино. Получила широкую известность благодаря своей дебютной роли в кино — фильме «Трембита» (1968).

## Биография
Дебютировала в кино в 1968 году.

Могила на Хованском кладбище

В 1969-м окончила Московское высшее театральное училище имени Щукина, однокурсниками были Борис Галкин, Нина Русланова, Александр Кайдановский, Леонид Филатов, Наталья Гурзо, Владимир Качан, Иван Дыховичный, Александр Халецкий, Ян Арлазоров, Ирина Калиновская. Служила в Московском театре киноактера (с 2019 года — Центр театра и кино под руководством Никиты Михалкова).
Последние годы делила время между двумя странами — Россией и Болгарией. Скончалась от COVID-19 после непродолжительной болезни. Прощание и похороны прошли 12 октября на Хованском кладбище (Западное, уч. 12н).

## Фильмография
- 1988 «Вам что, наша власть не нравится?» — Люся
- 1985 «Змеелов» — Мария Ивановна
- 1983 «Я тебя никогда не забуду» — Даша, сестра Федора
- 1981 «Крик тишины» — женя Петрякова
- 1977 «Служебный роман» — сотрудница института
- 1975 «Среди лета» — Надежда
- 1973 «Вечный зов» — Мария Васильевна, секретарь Полипова
- 1971 «Светлая речка Вздвиженка» — Катя
- 1968 «Трембита» — Василина (роль озвучила Ия Саввина, вокальные партии исполнила Галина Белоцерковская)

## Театральные работы

### Московский театр-студия киноактёра
- Варвара Мухина — «Дубравины» Б. Ромашов (постановка Л. С. Рудника и А. М. Панькина)
- Медицинская сестра — «Ссуда на брак» К. Воинов (постановка К. Н. Воинова)
- Актриса на приеме у Дудукина — «Без вины виноватые» А. Н. Островский (постановка Е. Р. Симонова)
- Верочка — «Требую суда!» О. Перекалин (постановка Е. И. Ташкова)